# Presa de Moragahakanda
La presa de Moragahakanda (Singalès: මොරගහකන්ද ව්‍යාපෘතිය), oficialment conegut com a embassament de Kulasinghe,  és una presa de gravetat, és un dels projectes més grans i complexos duts a terme a Moragahakanda, aquesta presa travessa el riu Amban a Elahera, al districte de Matale, Sri Lanka. La construcció va començar el 25 de gener de 2007 i es va acabar el 2018.  El projecte Morgahakanda / Kaluganga és l'últim dels projectes del sistema de preses de Gran Mahaveli.
Aquest projecte implica la construcció de la presa Moragahakanda juntament amb la presa Kalu Ganga on les aigües acumulades per ambdues preses serveixen per abastir els sistemes de regadiu locals i per la generació d'energia hidroelèctrica. Tots dos projectes tenen un longitud aproximada de 10 km.
El cost del desenvolupament del sistema d'ambdues preses va ser de 48,145 mil milions de Rs. Aquesta construcció està sent dut a terme per les empreses Holdings de SMEC i Sinohydro.

## Història
La actual presa està situada en el mateix emplaçament que una antiga presa ja existent, datada el 111 D.C. i va ser construïda pel Rei Vasabha.

### Pla de desenvolupament de Mahaweli
Segons el pla de desenvolupament de Mahaweli de 1968, el desenvolupament de Mahaweli es va dividir en tres projectes anomenats A, B i C dels quals l'últim projecte 'C' va ser l'embassament polivalent de Moragahakanda. El 1977 es va modificar el projecte i es va iniciar el Pla Accelerat de Mahaweli Schemei (AMS) i es va acabar en 6 anys. No obstant això, Moragahakanda no formava part del pla de l'AMS. El govern de J.R. Jayewardene aconseguiria després finançar el projecte gràcies a inversions del Japó, però disturbis en la zona van endarrerir el projecte. El projecte va començar finalment el gener del 2015 durant el govern de Maithripala Sirisena i la construcció de la presa es va acabar el 2018.

## Característiques de l'embassament
La presa Moragahakanda, té una capacitat d'emmagatzematge de 521.000.000 m 3 d'aigua i una elevació de 185 m .
Consta a més a més de 2 preses secundaries per seguretat. La presa de Kalu ganga i la de Moragahakanda estan ambdues unides per un canal.

## Usos principals

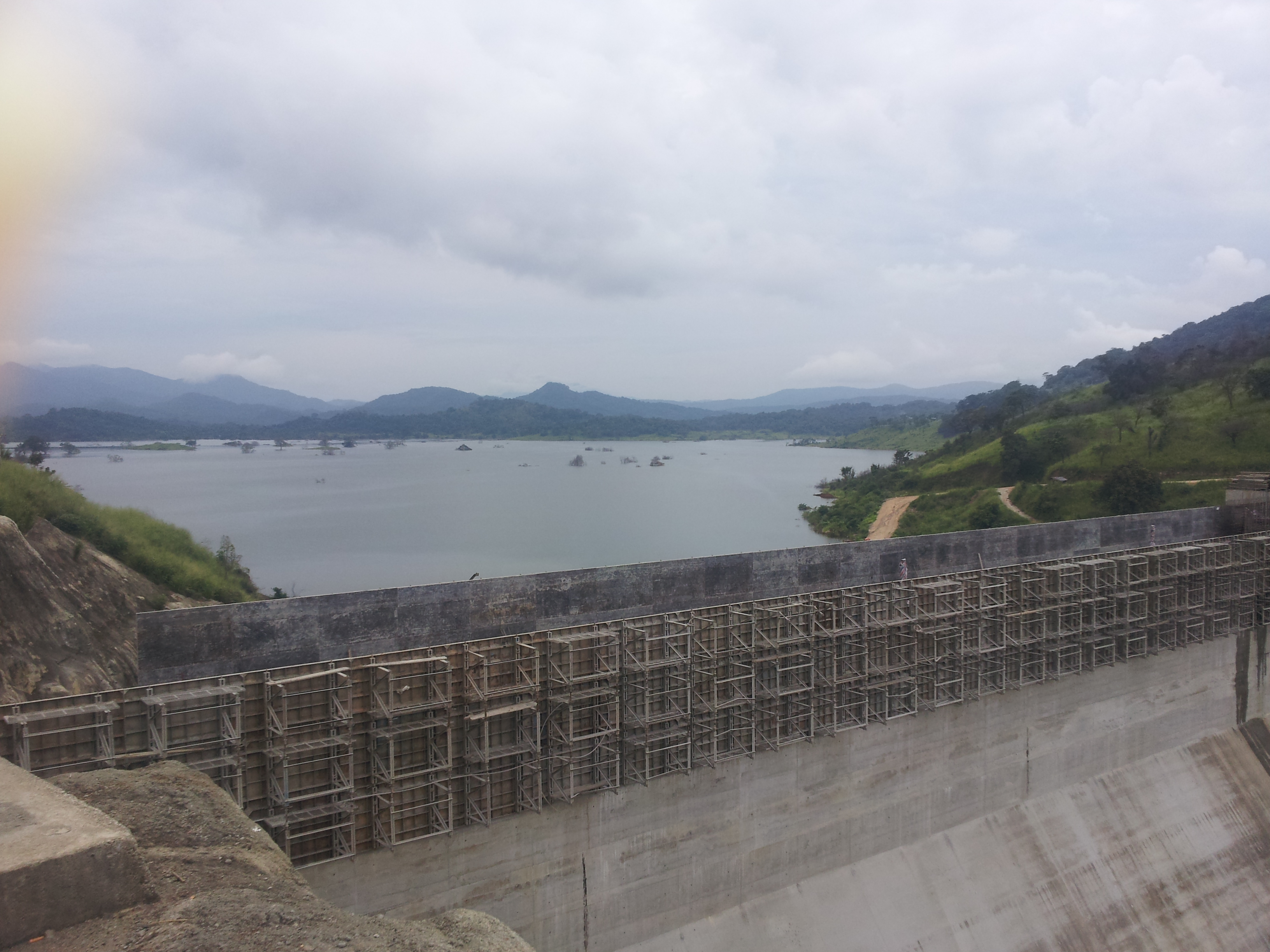
Presa de Moragahakanda,febrer 2017.

### Regadiu
L'aigua d'ambdues preses, Moragahakanda i Kalu Ganga, s'utilitza principalment per donar suport a les necessitats agrícoles d'una àrea aproximada de 81,42 ha. Aquesta aigua va produir un augment de la producció d'arròs de la zona en un 81% (109,000 t), augmentat els beneficies en uns 1.46 € milions, anualment.

### Pesca
L'embassament també ha creat una zona de pesca en les quals s'obté una quantitat de 4700 t, l'equivalent monetari de 1,45 €milions, anualment.

### Subministrament d'aigua
Juntament amb la presa de Kalu Ganga, s'ha obtingut un augment de 64,000,000 m3 d'aigua potable i s'ha assegurat un subministrament d'aigua per les industries suficients fins al 2032, aquest subministrament a banda de la mateixa provincia també s'aporta a regions com Matale, Anuradhapura, Trincomalee, i Polonnaruwa.

### Generació d'electricitat
L'aigua del pantà de Moragahakanda s'utilitza per alimentar la central hidroelèctrica de Moragahakanda, la qual genera uns 25 megavats. S'aproxima que la substitució de l'energia provinent de la crema de combustibles fòssils per la hidroelèctrica estalviarà fins a 2,20 mil milions d'euros anuals.
La construcció de l'estació elèctrica va tenir un cost aproximat de 337,92 milions d'euros, amb un EIRR (Economic Internal Rate of Return) del 22%.

## Carreteres i ponts
La construcció de la presa també va requerir la construcció de carreteres d'accés múltiple i el desviament de les carreteres principals existents, així com la construcció dels  300m de llarg del pont de Moragahakanda el qual va tenir un cost de 308 milions de Rs.

## Canvi de nom
El 23 de juliol de 2018, sota el govern del president Maithreepala Sirisena, la presa va ser re-nombrada amb el nom de Presa de Kulasinghe, en memòria d'un prestigiós enginyer civil de Sri Lanka que va servir en diversos projectes per tot el país.